# Smluvní pokuta
Smluvní pokuta představuje v občanském i v obchodním právu jednu z možných forem utvrzení závazku. Smluvní pokutu lze definovat také jako vedlejší úmluvu, v níž se jedna strana zavazuje vůči straně druhé k zvláštnímu a konkrétně specifikovanému plnění pro případ, že poruší určitou ze smluvních povinností.
Pokud tedy dlužník nesplní ve stanovené lhůtě primární závazek, vznikne mu sekundární povinnost zaplatit věřiteli další plnění. Smluvní pokuta plní funkci sankční, kompenzační, ale především by měla plnit funkci preventivní. Jako každý zajišťovací institut je vůči hlavnímu závazku v akcesorickém vztahu, tedy pokud je hlavní závazek neplatný, neplatí ani smluvní pokuta.

## Sjednání smluvní pokuty
Povinnost zaplatit smluvní pokutu nevzniká přímo ze zákona, je třeba ji vždy předem ve smlouvě sjednat. Zákon nevyžaduje, aby byl v ujednání o smluvní pokutě použit pojem „smluvní pokuta“, rozhodující je, aby byly naplněny pojmové znaky smluvní pokuty, tzn. aby vznik práva na smluvní pokutu byl vázán na porušení smluvní povinnosti. Sjednána může být jak ve formě jednorázové částky, tak třeba i ve formě procentního úroku za určitý čas prodlení. Z rozhodovací praxe lze dovozovat, že smluvní pokutu mohou sjednat pouze osoby v postavení věřitel a dlužník hlavního (utvrzeného) dluhu.
Strany mohou současně sjednat limit nárůstu smluvní pokuty, např. horní hranicí nebo dobou, po kterou může narůstat. Její konečná výše však musí být přiměřená hlavnímu závazku a dalším okolnostem, pokud by byla dohodnuta v rozporu s dobrými mravy, soud by ji z tohoto důvodu nemusel v případném soudním sporu přiznat, případně by ji mohl také snížit. Právě v tom dříve spočíval rozdíl mezi občanskoprávní a obchodněprávní úpravou, zatímco občanskoprávní soud ji buď přiznával zcela, nebo ji zcela zamítal, toto moderační právo měl soud jen v obchodních sporech. Z dřívější judikatury Nejvyššího soudu plyne, že za ještě přiměřenou smluvní pokutu bylo bráno plnění ve výši 0,5 % denně z hlavního závazku. Posouzení nepřiměřenosti smluvní pokuty ale vždy závisí na okolnostech konkrétního případu a je věcí volného uvážení soudu. Uplatnění moderačního práva není proto závislé jen na mechanickém posouzení výše smluvní pokuty. Určující význam mají vždy důvody, které ke sjednání posuzované výše smluví pokuty vedly, a okolnosti, které sjednání smluvní pokuty provázely. Rozhodující jsou okolnosti konkrétního případu. Takže v jednom konkrétním případě může být podle rozhodnutí soudu max. přípustná výše smluvní pokuty 0,5 % denně v jiném případě neshledal soud smluvní pokutu ve výši 1 % denně  ze nepřiměřenou. Oproti tomu pokuta ve výši „jen“ 0,1 % denně z dlužné částky může být shledána jako nepřiměřeně vysoká.
Soud může rozhodnout o snížení smluvní pokuty pouze na návrh dlužníka, nemůže tak učinit na základě vlastního uvážení a podnětu, jak to bylo možné v obchodně závazkových vztazích podléhajících právní úpravě obchodního zákoníku. Pokud tedy dlužník podal návrh na snížení smluvní pokuty a soud dospěl k závěru, že svého moderačního práva využije, nastupuje třetí etapa jeho rozhodování, ve které soud posuzuje, v jakém rozsahu nepřiměřeně vysokou pokutu sníží. Teprve v této fázi rozhodování je soud ze zákona povinen přihlédnout k hodnotě a významu zajišťované povinnosti. Žádná další kritéria nemohou být zohledněna. Možnost soudu snížit smluvní pokutu však není neomezená, věřitel má vždy právo na smluvní  pokutu alespoň ve výši vzniklé škody. Stejně jako v případě posuzování přiměřenosti smluvní pokuty, ani v případě rozhodování o snížení rozsahu smluvní pokuty proto nejsou kritériem hodnocení osobní, majetkové či sociální poměry žalovaného.

## Vztah k dalším institutům
Její významné postavení jakožto utvrzujícího institutu a tím i časté využívání v praxi plyne z toho, že závazek ji zaplatit vznikne i tehdy, pokud věřiteli žádná škoda nevznikne, a zároveň že jejím zaplacením se dlužník nezbaví povinnosti splnit původní hlavní závazek.
Pokud škoda vznikne, smluvní pokuta nahrazuje nárok na náhradu škody. Tato ustanovení občanského zákoníku týkající se smluvní pokuty jsou však dispozitivní povahy, takže pokud si smluvní strany sjednají něco jiného, budou mít přednost ujednání ve smlouvě.
Smluvní pokuta dále nenahrazuje úroky z prodlení. Jde o rozdílné právní instituty, které se tedy mohou uplatňovat zároveň. Na rozdíl od nich však smluvní pokuta netvoří příslušenství hlavní pohledávky.
Výhoda sjednání smluvní pokuty pro věřitele (oproti uplatňování práva na náhradu škody nebo jiné újmy) spočívá také v tom, že dlužník je povinen zaplatit smluvní pokutu bez ohledu na své zavinění, je tedy bez možnosti liberace. To znamená, že podmínky, za kterých dlužník porušil svoji smluvní  povinnost, nejsou z hlediska vzniku práva věřitele na zaplacení smluvní pokuty právně relevantní. Tím se současná úprava liší od předchozí úpravy občanského zákoníku a naopak dříve platného obchodního zákoníku. I zde však platí, že se strany mohou dohodnout jinak, např. že dlužník je povinen zaplatit smluvní pokutu pouze při zaviněném (či úmyslném) porušení smluvní povinnosti, nebo třeba že dlužník není povinen zaplatit věřiteli smluvní pokutu v případě, že mu ve splnění hlavního závazku bránila vyšší moc.
Pokuta se lidově a tradičně říká i poplatku, který je vymáhán od cestujícího ve veřejné dopravě za jízdu bez platného jízdního dokladu nebo za jiné porušení přepravních podmínek. Tento poplatek má některé rysy správní pokuty (například tím, že jeho právní rámec i horní hranice jeho výše jsou dány přímo v zákonech, dříve byla obecně závazným právním předpisem napevno stanovena konkrétní výše), fakticky je spíše smluvní pokutou, vázanou na smluvní přepravní podmínky a tarif konkrétního dopravce a přepravní smlouvu. Výraz „pokuta“ se však pro něj používá pouze neformálně. Zákon o drahách 266/1994 Sb. (§ 37 odst. 4–9), zákon o silniční dopravě 111/1994 Sb. (§ 18a) v aktuálním znění i vyhláška č. 175/2000 Sb. o přepravním řádu pro veřejnou drážní a silniční osobní dopravu (§ 7) tomuto poplatku říkají přirážka, městský přepravní řád 127/1964 Sb. jej nazýval jen „částkou“, silniční přepravní řád 133/1964 Sb. i přepravní řád pro silniční dopravu osob 71/1999 Sb. „přirážkou“, ve vyhlášce 133/1964 Sb. byl ovšem také zmiňován jako „částka“.